# 李佳鴻
李佳鴻（1983年9月17日—），台灣男子軟式網球運動員，代表台灣參加三屆亞運，總共奪得3金3銀1銅。原本在2010年廣州亞運就宣布退役，2014年仁川亞運應男雙搭檔林鼎鈞的力邀再復出，為中華隊奪得1銀1銅。